# Сайгин, Михаил Лукьянович
Михаил Лукич Сайгин (21 ноября 1913, Ежовка, Пензенская губерния — 27 апреля 2007, Саранск) — мокшанский писатель, прозаик, редактор, член Союза писателей СССР (1962), заслуженный писатель Мордовской АССР (1983), Лауреат Государственной премии Мордовской AССР (1993), Народный писатель Республики Мордовия (2003), инвалид Великой Отечественной войны II группы, ветеран.

## Биография

### Детство и юность
Родился 21 ноября 1913 года в селе Ежовка (ныне — Ковылкинского района Мордовии) в крестьянской семье.
Отец — Лука Иванович был мобилизован в 1914 году на Первую Мировую Войну, где и погиб. Воспитывала и растила детей мать — Анна Демидовна. В Ежовке, на весь церковный приход, состоящий из трёх населенных пунктов, была всего одна небольшая школа, в которой ежегодно учились 10-15 человек (исключительно мальчики). Михаил проучился до 5 класса.
В 1927 году от тифа умерли мать и сестра Анна. Оставшись сиротой вдвоем с сестрой Верой, вынужден был бросить учёбу и начать самостоятельно зарабатывать.
В 1929 году в качестве организатора сельского актива комсомола и молодежи Михаил Сайгин проводил коллективизацию в селе Ежовка.
В 1930 году он был направлен на учёбу в Мордовскую краевую Совпартшколу. По окончании (1933) его направили на практику в Ковылкинский район в село Шенгарино, где в тот момент саботировались все мероприятия Советской власти. Потратив много сил и энергии, Михаилу Сайгину удалось организовать в селе колхоз. За это он и его соратники два раза чуть не поплатились жизнью: в первый раз их зверски избили; во второй раз, когда они проводили в избе-читальне собрание бедноты, бандитская группа подожгла избу, закрыв снаружи дверь. Только благодаря счастливой случайности они избежали смерти.

### Трудовая деятельность
Вся трудовая деятельность Михаила Сайгина была связана с партийной работой, журналистикой и литературным делом.
С начала 1930-х годов — заместитель редактора Ковылкинской районной газеты «Знамя Ленина», затем заведующий отделом газеты «Комсомолонь вайгяль» («Голос комсомола», 1937—1941), газеты «Мокшень правда» (1949—1950), «Труд» (1950).
В 1949 году окончил Горьковскую межобластную партийную школу, в 1954 году — Высшую партийную школу при ЦК КПСС.
С 1950 по 1956 годы — инструктор отдела пропаганды и агитации Мордовского обкома ВКП(б).
С 1956 по 1958 годы — редактор политвещания Комитета по радиовещанию и телевидению при Совете Министров Мордовской АССР.
В ноябре 1957 вступил в Союз журналистов СССР.
С 1958 по 1970 годы — ответственный редактор и редактор журнала «Мокша».

### Великая Отечественная война
В начале 1941 года Михаил Сайгин был призван в ряды Советской Армии, где его и застала Великая Отечественная война. В 1942 году Михаил Сайгин стал членом Коммунистической партии Советского Союза. В 1943 году он окончил Пушкинское танковое училище. Участвовал на 1-м Украинском и 1-м Белорусском фронтах в должности командира танкового взвода и роты. С Первой Гвардейской Краснознамённой танковой армией прошёл с боями от Курского сражения до Берлина.
В годы Великой Отечественной войны Родина пятнадцать раз салютовала Гвардейской армии, отмечая высоко-профессиональное исполнение личным составом приказов Верховного Главнокомандующего.
Главной задачей танковой роты, где служил Сайгин, было проникать в тылы противника и принимать весь удар на себя. В воспоминаниях «Земной ад» Михаил Сайгин пишет: «В 1943 году при разведотделе нашей армии был создан батальон особого назначения с задачей проникать в тыл противника и громить идущие к фронту эшелоны с живой силой и боевой техникой. Батальон состоял из частей всех родов войск, кроме авиации и морского флота. Танкистов в этом батальоне представляла наша рота. Первый рейд, в котором мне удалось участвовать, был район узловой станции Казатин. К Казатину приблизились к рассвету, в районе сахарного завода встали в засаду. Когда совсем рассвело, у стен завода мы заметили огромные штабеля обезглавленных человеческих тел. Многое и раньше было известно о зверствах фашистов, но такое я увидел впервые. Признаюсь, эта страшная картина испугала нас и вызвала прилив ненависти к врагу. А тогда говорили: „Нельзя победить врага, не научившись его ненавидеть“. Многие теперь опровергают эту теорию, считают её проявлением звериного инстинкта, но нам она тогда помогала. Целую неделю мы провели в тылу противника: громили шедшие к фронту воинские эшелоны и тыловые базы противника, но и нам самим досталось…».
Михаил Сайгин был дважды контужен, вернулся с Великой Отечественной войны инвалидом II группы. Награждён орденом Отечественной войны 1-й и 2-й степени, медалями «За взятие Берлина», «За победу над Германией в Великой Отечественной войне 1941—1945 гг.» и другими медалями.

### Литературная и журналистская деятельность
Литературная деятельность Михаила Сайгина началась в 1930-е годы. С 1937 года он публикует стихи в газете «Комсомолонь вайгяль» («Голос комсомола»).
Своё настоящее призвание Михаил Сайгин нашёл в художественной прозе. После возвращения с Великой Отечественной войны он посвящает свои рассказы и повести художественному осмыслению ряда социально-бытовых проблем и вопросов послевоенного строительства («Мундштук» 1959, «Огненное сердце», 1961, «Папин сын», 1962, «Материнское сердце», 1980, и другие). Главная отличительная черта этих произведений — обостренное чувство живого восприятия конкретных жизненных фактов, лирическое отношение к доброте человеческой души, стремление через положительные начала к воспитанию на лучших народных традициях.
С именем Сайгина связано развитие мордовского романа-трилогии. Первую трилогию составили романы «Давол» («Ураган», 1974), «Крхка ункст» («Глубокие корни», 1976), «Ляпе кожф» («Теплый ветер», 1980), в которых автор глубоко проанализировал события и судьбы своих героев на фоне жизни послевоенного мордовского села. Во второй трилогии — «Стака паваз» («Трудное счастье», 1988—1993) Михаил Сайгин художественно создает облик дореволюционной мордовской деревни, правдиво, со знанием дела, раскрывает суть послереволюционных преобразований на селе. Для стилевой манеры прозаика характерны стремление к точной фиксации событий, широкое использование элементов фольклора и разговорной речи, сюжетно-композиционная стройность, идейно-тематическая определённость. Трилогии Сайгина получили большую известность, а «Трудное счастье» удостоена Государственной премии Мордовии (1993).
В 1997 году опубликован роман «Разломы» на русском языке. Впервые в мордовской литературе Михаил Сайгин показал крупным планом участие танкистов на фронтах Великой Отечественной войны, сосредоточив внимание на отображении батальных сцен и героических характеров («Ураган»).
С 1962 года Михаил Сайгин являлся членом Союза писателей СССР. В 1983 г. Михаил Сайгин получил звание заслуженного писателя МАССР, в 1993 г. — Лауреата Государственной премии МССР, в 2003 г. — Народного писателя Республики Мордовия.
Произведения Михаила Сайгина переведены с мордовского на русский, чувашский, карельский, удмуртский, марийский и другие языки.
27 сентября 1977 г. из Колумбийского университета США в библиотеку им. Салтыкова-Щедрина (г. Санкт-Петербург) пришла заявка на книгу Михаила Сайгина «Глубокие корни».

### Смерть
Умер Михаил Лукьянович Сайгин 27 апреля 2007 года в своей квартире в г. Саранске, в возрасте 93 лет.

## Семья
Отец — Лука Иванович Сайгин; мать — Анна Демидовна Сайгина.
Жена — Наталья Александровна Нарайкина; дети — Елизавета, Анна, Юрий.